# Игуман
Игуман (ж. игуманија) монашко је лице које управља животом у православном манастиру, стара се о задужењима и пословима које обављају монаси, брине о духовним и свакидашњим стварима, попут одржавања манастирских објеката.
Сваком члану монашке заједнице игуман/игуманија изјутра одређује такозвано „послушање“, једну или низ обавеза за тај дан. Такође, одређује и главне послове које монах, односно монахиња обавља током свог боравка у одређеном манастиру. Игуман/игуманија има велика овлашћења и мора својим врлинама да се доказује и пре стицања овог звања.
О томе ко ће у ком манастиру бити игуман одлучује епископ (народски владика) којег је Свети архијерејски сабор поставио за територију на којој је и тај манастир.